# Edward Somerset (officier)
Robert Edward Henry Somerset, né le 19 décembre 1776 et mort le 1er septembre 1842, est un officier britannique qui combat pendant la guerre d'indépendance espagnole et la guerre de la Septième Coalition.

## Biographie
Il est le troisième fils de Henry Somerset (5e duc de Beaufort) et le frère aîné de Lord Raglan.
Entré au 15e régiment de dragons légers en 1793, il devient capitaine l'année suivante et est élevé au grade de major après avoir servi comme aide de camp du prince Frédéric, duc d'York lors de l'expédition néerlandaise de 1799. À la fin de 1800, il devient lieutenant-colonel et reçoit en 1801 le commandement du 4e dragons. De 1799 à 1802, il représente l'arrondissement de Monmouth à la Chambre des communes, siège pour le Gloucestershire de 1803 à 1823 puis de 1830 à 1834 et est enfin député du Cirencester de 1834 à 1837.
Il commande son régiment aux batailles de Talavera en 1809 et de Buçaco en 1810. La même année, il devient colonel et aide de camp auprès du roi. En 1811, aux côtés du 3rd Dragoon Guards, le 4e dragons mène une charge de cavalerie remarquable à Usagre. En 1812, Lord Edward Somerset participe à la grande charge de la cavalerie lourde de Le Marchant à la bataille des Arapiles. Sa conduite lors de cette journée (il capture cinq canons à la tête d'un seul escadron) lui vaut une promotion supplémentaire et il finit la campagne en tant que major général à la tête de la brigade de hussards (7e, 10e et 15e hussards).
À Orthez il se distingue durant la poursuite des troupes françaises, ce qui lui vaut d'être fait chevalier de l'ordre du Bain et de recevoir les remerciements du Parlement. À Waterloo, il commande la brigade de cavalerie Household qui se signale en affrontant les cuirassiers français du corps de Milhaud. Lors de cette bataille, il perd son chapeau lors de la première charge de cavalerie. Lors de la charge suivante, un boulet de canon déchire le rabat de son manteau et tue son cheval. 
Il est particulièrement mentionné dans les dépêches de Wellington et reçoit les remerciements du Parlement ainsi que la Croix d'or de l'armée avec une agrafe pour ses services à Talavera, Salamanque, Vitoria, Orthez et Toulouse. Il reçoit également l'ordre militaire de Marie-Thérèse et est nommé commandant honoraire de l'ordre royal militaire portugais de la Tour et de l'Épée. Il est commandeur de l'ordre du Bain en 1834.

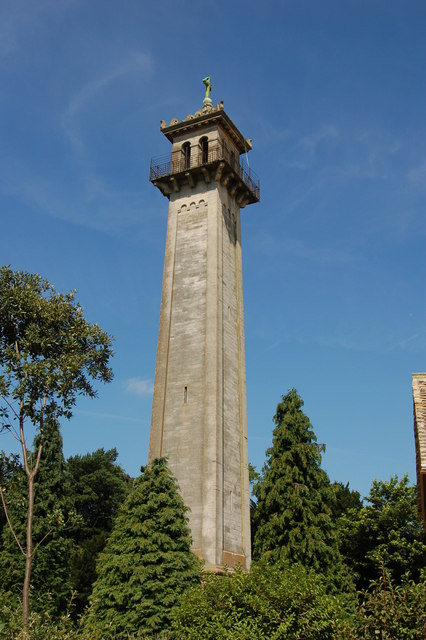
Monument de Lord Somerset, à Hawkesbury.

Après une courte maladie, il meurt à Londres le 10 décembre 1842 et est enterré dans l'église de St George's Hanover Square. Une plaque commémorative en l'honneur de Lord Somerset se trouve sur le mur sud de la nef de la St. Michael and All Angels Church, qui dépend du siège familial de Badminton House.
Le « monument de Lord Somerset », construit en 1846, se dresse sur la colline des Cotswolds à Hawkesbury, dans le Gloucestershire, près de la maison ancestrale de la famille à Badminton.

## Famille
Le 17 octobre 1805, il épouse lady Louisa Augusta Courtenay (1781-8 février 1825), fille cadette de William Courtenay (2e vicomte Courtenay), avec qui il a trois fils et cinq filles:
- Robert Henry Somerset (1806–1807) [5]
- Louisa Isabella Somerset (1807-1888) décédée non mariée[5].
- Frances Caroline Somerset (1808-1890), mariée en 1840 à Théophilus Clive (décédé en 1875)[5].
- Blanche Somerset (1811-1879) qui épouse en 1845, Charles Courtenay Locke (décédé en 1848) sans descendance[5]
- Matilda Elizabeth Somerset (1815-3 avril 1905)[6],[7] qui s'est mariée avec 1842 Horace Marryat [8]
- Edward Arthur Somerset (1817-1886), lieutenant-général, épouse Agatha Miles (1827-1912), fille de William Miles (1er baronnet), dont il a un fils (le lieutenant Edward William Henry Somerset, mort célibataire le 25 janvier 1866) et huit filles.
- Georgina Emily Somerset (1819-?) qui épouse en 1852 Robert Neville Lawley (décédé en 1891) et meurt sans descendance.
- Augustus Charles Stapleton Somerset (1821-1854) mort célibataire[5].